# Instituto Secular Pio X
Instituto Secular Pio X (em latim: Institutum seculare Pius X, em francês:  Institut séculier Pie X) é um instituto clerical secular de direito diocesano erigido na arquidiocese de Québec. Seus membros usam o sufixo I.S.P.X.

## História
As origens do instituto remontam a 1939: foi fundado em Manchester (New Hampshire) por Henri Roy (1898–1965) com a ajuda de um grupo de meninos da Jeunesse Ouvrière Catholique para o apostolado entre os menos favorecidos da classe trabalhadora.
Originalmente, era uma associação simples: após a promulgação da constituição apostólica Provida Mater Ecclesia (1947), a associação foi transformada em um instituto secular e foi canonicamente erigida em uma instituição de direito diocesano por decreto do arcebispo de Quebec de 8 de dezembro de 1959.

## Atuação
Os padres do Instituto dirigem casas de retiros e organizam cursos de reabilitação para jovens com problemas com drogas e álcool.
Eles estão presentes no Canadá, República Centro-Africana, Colômbia, República Democrática do Congo, Haiti, Estados Unidos da América: a sede fica em Charlesbourg, próximo a Québec.
Em 2009, um membro do instituto, Gérald Cyprien Lacroix, foi elevado ao episcopado e em 2014 foi feito cardeal pelo Papa Francisco.